# Triyatno
 Triyatno (Metro, 20 dicembre 1987) è un sollevatore indonesiano vincitore della medaglia di bronzo a Pechino 2008 e della medaglia d'argento a Londra 2012.
Ai Campionati mondiali di sollevamento pesi ha vinto due medaglie di bronzo nei pesi leggeri. Ha vinto anche una medaglia di bronzo ai Giochi Asiatici e una medaglia d'oro ai campionati asiatici di sollevamento pesi.
Ha partecipato anche alle Olimpiadi di Rio de Janeiro 2016, terminando al 9º posto nella categoria dei pesi leggeri (fino a 69 kg.).

## Palmarès
- Giochi olimpici

2008 - Pechino: bronzo nella categoria fino a 62 kg.
2012 - Londra: argento nella categoria fino a 69 kg.
- Campionati mondiali di sollevamento pesi

2009 - Goyang: bronzo nella categoria fino a 69 Kg.
2010 - Antalya: bronzo nella categoria fino a 69 Kg.
- Giochi asiatici

2010 - Guangzhou: bronzo nella categoria fino a 69 Kg.
- Campionati asiatici di sollevamento pesi

2009 - Taldykorgan: oro nella categoria fino a 69 Kg.